# Абстрактна сделка
Абстрактни сделки са тези, които пораждат сами по себе си взаимоотношения между страните, без да зависят от наличието на някакво друго задължение.

## Менителница
Менителничното задължение има абстрактен характер, тъй като създаването му не е предпоставено от сключен договор, наличието на финансови или икономически взаимоотношения, при него не се търси икономическата обоснованост. Можем да кажем, че менителницата е абстрактна сделка, тъй като не е изискуемо наличие на основание за издаването ѝ. Единственото условие е тя да е оформена според изискванията на закона.